# アルケラオス (スパルタ王)
アルケラオス（古希: Ἀρχέλαος、古代ギリシア語ラテン翻字: Archelaos、在位：紀元前790年-紀元前760年）はアギス朝の七代目のスパルタ王である。
アルケラオスは先代の王アゲシラオス1世の子で、次代の王テレクロスの父であり、エウリュポン朝のカリラオス王と同時代の人でもある。アルケラオスはアルカディアとの国境のアイギュラを征服して住民を奴隷にした。

## 註
1. ↑  ヘロドトス, VII. 204
2. ↑  パウサニアス, III. 2. 5